# Корсунь-Шевченківський державний історико-культурний заповідник

Схема палацово-паркового ансамблю в Корсуні-Шевченківському (складова заповідника)

Ко́рсунь-Шевче́нківський держа́вний істо́рико-культу́рний запові́дник — науково-дослідний та культурно-освітній заклад у місті Корсуні-Шевченківському Черкаської області, що являє собою об'єднання різнопрофільних музеїв, а також має на балансі низку історико-культурних пам'яток як національного, так і місцевого значення, метою діяльності якого є вивчення та популяризація об'єктів історичної спадщини та природних пам'яток Корсунщини, забезпечення їх охорони та раціонального використання. Значний культурно-просвітній осередок, а також туристичний об'єкт Черкаської області.
До складу заповідника входять території історико-культурного та природно-заповідного фонду міста Корсуня-Шевченківського, смт Стеблева, сіл Квітки та Виграїв, загальною площею понад 100 га.
Перебуває у підпорядкуванні управління культури Черкаської обласної державної адміністрації. Дирекція установи (директор Парасковія Яківна Степенькіна, заслужений працівник культури України, кавалер орденів княгині Ольги III та ІІ ступенів, кандидат історичних наук) розташована за адресою: острів Коцюбинського, буд. 4, м. Корсунь-Шевченківський (Черкаська область, Україна), стеблівське відділення міститься за адресою: вул. Партизанська, буд. 8., смт Стеблів (Корсунь-Шевченківський район, Черкаська область, Україна).

## З історії створення та призначення

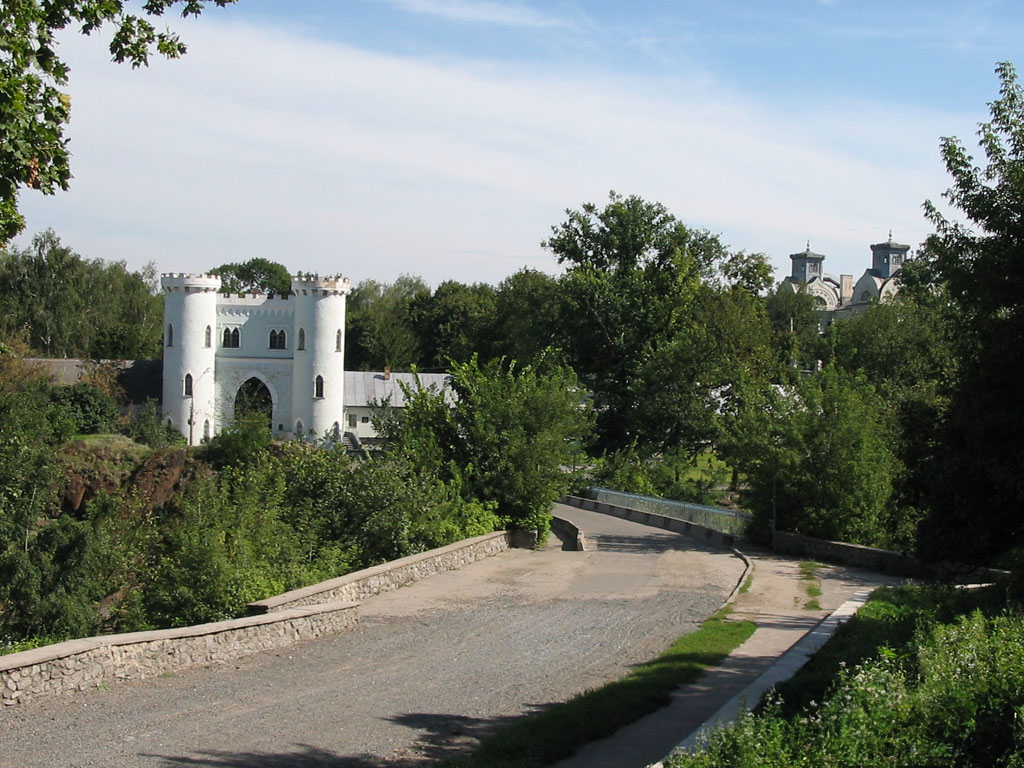
Брама при в'їзді до палацу Лопухіних-Демидових

Корсунь-Шевченківський державний історико-культурний заповідник створений відповідно до Постанови Кабінету Міністрів України від 8 лютого 1994 року № 79 «Про державний історико-культурний заповідник у м. Корсуні-Шевченківському Черкаської області» і є правонаступником Музею історії Корсунь-Шевченківської битви. Положення про Корсунь-Шевченківський державний історико-культурний заповідник затверджено рішенням виконавчого комітету Черкаської обласної ради народних депутатів від 9 серпня 1994 року № 4.
Основні види діяльності заповідника:
1. пам'яткохоронна;
2. комплектування, облік та збереження музейних фондів;
3. науково-дослідна робота;
4. експозиційна;
5. науково-освітня;
6. видавнича діяльність.

Музеї, що входять до складу Корсунь-Шевченківського державного історико-культурного заповідника, щороку (2000-ні) відвідують понад 50 тисяч осіб.

## Структура й фонди

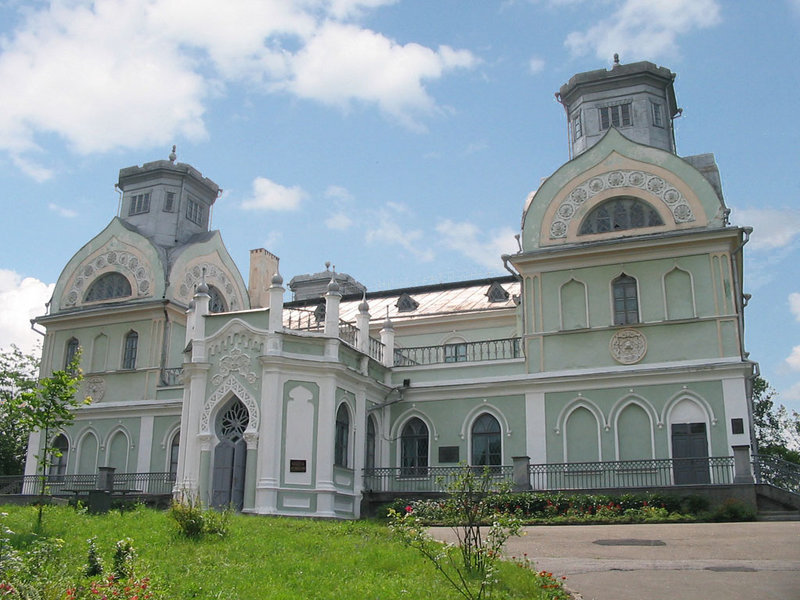
Палац Лопухіних-Демидових

Музей-садиба Нечуя-Левицького (Стеблів)

Серед пам'яток Корсунь-Шевченківського державного історико-культурного заповідника є об'єкти, що занесені до Державного реєстру національного культурного надбання: пам'ятки архітектури XVIII—XIX століть — будівлі колишньої садиби князів Лопухіних-Демидових; пам'ятка садово-паркового мистецтва XVIII—XIX ст.ст. — ландшафтний парк; історична пам'ятка — могила І. М. Сошенка.
Структурні підрозділи заповідника:
- Музей історії Корсунь-Шевченківської битви;
- історичний музей;
- художня галерея;
- Меморіальний музей К. Г. Стеценка у селі Квітках;
- відділи:
  - охорони природи;
  - фондовий;
  - науково-методичний освітньої роботи;
  - охорони й пожежної безпеки;
- філіал:
  - Літературно-меморіальний музей І. С. Нечуя-Левицького у смт Стеблеві.

На державному обліку у фондах Корсунь-Шевченківського державного історико-культурного заповідника станом на 1 січня 2002 року перебуває понад 50 000 одиниць збереження, серед яких значна кількість належить до періоду Другої світової війни, краєзнавчої тематики. Зокрема, цікавими й цінними є колекції предметів письменника-шевченкознавця П. В. Жура, видатного українського хореографа В. К. Авраменка, творів образотворчого мистецтва відомого художника М. А. Прокопенка тощо. Книжковий фонд наукової бібліотеки становить близько 16 тисяч одиниць.
На території заповідника розташовано об'єкти природно-заповідного фонду, що перебувають в його віданні:
- Корсунь-Шевченківський парк — парк-пам'ятка садово-паркового мистецтва загальнодержавного значення;
- Гора Янталка — ботанічна пам'ятка природи місцевого значення;
- Каштан Шевченка — ботанічна пам'ятка природи місцевого значення.

## Виноски
1. ↑  Розвиток культури Корсунь-Шевченківського району [Архівовано 17 березня 2013 у Wayback Machine.] на Офіційний сайт Черкаської обласної ради [Архівовано 6 березня 2016 у Wayback Machine.]